# AC Близнецов
AC Близнецов (лат. AC Geminorum, HD 259033) — двойная затменная переменная звезда типа Беты Лиры (EB) в созвездии Близнецов на расстоянии приблизительно 5797 световых лет (около 1778 парсек) от Солнца. Видимая звёздная величина звезды — от +11,8m до +11m. Орбитальный период — около 1,6618 суток.

## Характеристики
Первый компонент — белая звезда спектрального класса A0. Эффективная температура — около 8071 К.
Второй компонент — жёлто-белая звезда спектрального класса F0:.